# بني صبر (أرحب)

تعديل مصدري - تعديل

بني صبر هي إحدى قرى عزلة بني حكم بمديرية أرحب التابعة لمحافظة صنعاء، بلغ تعداد سكانها 1359 نسمة حسب تعداد اليمن لعام 2004.